# Konstantinovo raskršće
Konstantinovo raskršće je istorijski roman Dejana Stojiljkovića, izdat u ediciji Meridijan IP Laguna 2009. godine.

## Sinopsis
Radnja romana smeštena je pred kraj Drugog svetskog rata u okupiranoj Srbiji. Nacisti tragaju za velikom tajnom Konstantina Velikog, koja može da promeni tok rata.
Prema staroj legendi, klinovi kojima je Isus bio prikovan za krst nestali su nakon Njegovog vaskrsenja. Jedan je umetnut kao deo u kruni koja je vekovima krasila glave vladara, drugi je stavljen na vrh koplja kojem je Gospod bio proboden na raspeću, a treći je pretopljen u sečivo mača... Legenda kaže da će onaj koji bude imao u posedu ove tri svete stvari zavladati svetom. Ista legenda kaže da se treća sveta relikvija nalazi na Balkanu, na jugu zemlje koju potresa građanski rat, u gradu gde je rođen prvi rimski imperator koji je poverovao u snagu Krsta...
U proleće 1939. neposredno pred početak Drugog svetskog rata, rajhsfirer Hajnrih Himler poklonio je svom vođi Adolfu Hitleru mapu na kojoj je bilo ucrtano šest pravaca u kojima bi trebalo da se kreću istraživanja drevne arijevske prošlosti.
Jedan od tih pravaca pokazivao je na Srbiju.
Pet godina kasnije, u leto 1944. u Nišu, rodnom gradu Konstantina Velikog, SS oficir Hajnrih Kan, visoki adept arijevskog reda Mrtvačke glave, uspeva da sklopi mozaik koji će ga odvesti na mesto koje krije tajne poslednjeg velikog rimskog imperatora. Mač koji Hitler toliko žudi da ima u rukama nalazi se u nikad otkrivenoj Konstantinovoj zbirci oružja, armamentarijumu skrivenom ispod temelja antičkog Naisa, na drevnim mapama označenom kao "Konstantinovo raskršće".
Ali na putu koji Kan treba da pređe u svom surovom pohodu ka zabranjenim znanjima drevnih arkana, isprečiće mu se dvojica ljudi: zagonetni četnički major Nemanja Lukić i komandant odbrane grada - bavarski plemić Oto fon Fen. U isto vreme, pored bombi koje saveznici bacaju sa neba, Niš potresa serija monstruoznih ubistava... U ludilu građanskog rata vođenom od strane nacionalista i komunista, to naizgled nikog ne uzbuđuje, ali jedna prastara reč može se čuti s vremena na vreme, kako je između sebe tiho izgovaraju vojnici na mrtvoj straži, ta reč je "Vampir".
U noći kada će saveznički bombarderi zapaliti nebo iznad Niša, prastara ljudska žudnja vodi u podzemlje one koji nemaju šta da izgube. Tamo ih čekaju odgovori na pitanja koja su sebi postavljali čitavog života. Još nešto ih čeka dole, u katakombama, čuvar čije ime je označeno runom na svodu ulaza u podzemne lagume Naisa, stvorenje od vrste koja je gotovo zaboravljena, stare koliko i sam svet. U mraku sijaju njegove oči boje purpura, na mestu gde se seku granice dva sveta, na "Konstantinovo raskršće".

## Likovi
Hajnrih Kan - visoki oficir SS-a i istaknuti član biroa za istraživanje arijevske prošlosti Anenerbe (Nasleđe predaka). Po direktnom Hitlerovom naređenju, on dolazi u Niš krajem 1943. gde započinje istraživanje podzemnih laguma i tunela u kojima se navodno nalazi skriveni Konstantinov armamentarijum. Kan je svirep i proračunat čovek koji ne bira sredstva u ostvarivanju svojih ciljeva. Njegova Karijera u Anenerbeu je besprekorna a u nekoliko navrata istaknut je misteriozni poduhvat koji je izveo u Africi.
Nemanja Lukić - zagonetni četnički oficir Nemanja Lukić pojavljuje se u Nišu neposredno pred junska bombardovanja 1944, navodno, sa zadatkom poverenim od štaba Kraljeve vojske u otadžbini. Ipak njegove namere su potpuno drugačije a na indirektan način su vezane za Hajnriha Kana i njegovo istraživanje. Lukić je doktor medicine koji je studirao u Beču, neodređenih je godina, nekada je boravio u Nišu sa svojom suprugom Anom koja je nekoliko godina potom umrla pod misterioznim okolnostima.
Oto fon Fen - komandant feldkomandature 809-Niš, bavarski plemić Oto fon Fen je častan oficir besprekorne biografije i izvanrednog porekla. Njegovo nastojanje da u bombama i glađu razorenom gradu istraje u svojim principima vojničke časti i hrišćanskog morala svojevrsni je kontrapunkt Kanovom fanatizmu i nacističkoj revnosti. Fon Fen je istorijska ličnost ali sačuvanih podataka o njemu ima veoma malo.
Svetislav Petrović Nišavac - čuveni niški harmonikaš, ortak još čuvenijeg Toze Živkovića (oca pevača Tozovca) istorijska je ličnost. On je stari prijatelj Nemanje Lukića i pomaže mu da u gradu u kome vlada paranoja i ludilo građanskog rata dođe do informacija koje su mu potrebne. Nišavac je šeret i ljubitelj kafane i kocke, na sebi svojstven način, on je neka vrsta vodiča kroz Niš onog vremena.
Krsman Teofilović - izdanak jedne od najuglednijih niških građanskih porodica, vlasnik nekoliko radnji i jedne kafane, preduzimljivi trgovac visokog obrazovanja i gospodskih manira, naklonjen je nacionalistima. Progoni ga lična tragedija o kojoj nerado govori, a zbog svojih otvorenih stavova prema Boljševicima na meti je lokalnoj grupi komunističkih ilegalaca.
Dragutin Stevanović - nekadašnji prijatelj Nemanje Lukića, predratni oficir i potonji švercer i trgovac oružjem. Po Kanovom dolasku u Niš, pridružio se potrazi za Konstantinovim raskršćem i nakon incidenta tokom spuštanja u lagume Naisa oboleo od misteriozne bolesti.
Kosta Milovanović - Pećanac - jedna od najtragičnijih figura Drugog svetskog rata, vojvoda Kosta Pećanac ostao je omražen zbog svoje kolaboracije sa okupatorom iako je on, po sopstvenom tvrđenju, to učinio kako bi spasao narod od stradanja. Ubijen je po nalogu Draže Mihailovića u zimu 1944. a prema nekim tvrdnjama to je bilo indirektno povezano sa mapom koju je imao u posedu. Navodno, ta mapa je pokazivala put do ulaza u podzemne lagume Naisa koji vode ka Konstantinovom raskršću.
Petrinja Rajevski - polusestra Dragutina Stevanovića, kći ruskog emigranta. Njena umešnost sa viskom i neobična čulna nadarenost pomoći će Hajnrihu Kanu da pronađe lokaciju armamentarijuma.
Adolf Hitler - svemoćni vođa Nacističke Nemačke pojavljuje se na samom početku romana gde u dvorcu Vevelsburg, okultnoj prestonici nacističke Nemačke, izdaje direktno naređenje Hajnrihu Kanu. Hitler je ovde već oronuo i dobrano nagrižen stresom i paranojom, dijalozi korišćeni u ovom delu knjigu preuzeti su iz autentičnih Hitlerovih govora i monologa, naročito je zanimljiv njegov odnos prema Srbiji i Srbima koje naziva ruljom i kraljeubicama.
Hajnrih Himler - nemački Rajhsfirer, prvi čovek SS-a, okultni posvećenik koji je verovao da je reinkarnacija germanskog kralja Hajnriha Prvog zbog čega je dobio nadimak Ptičar. On je drugi čovek nemačkog Rajha, odmah posle Hitlera, jedan je od tvoraca nacističke doktrine krvi i tla koja je svoje osnove imala u okultnim i bizarnim učenjima o Germanima kao potomcima arijevskih bogova koji su živeli na Zemlji u osvitu vremena.

## Nastajanje, pisanje i razvoj dela
U intervjuu koji je dao za Radio Niš Stojiljković je rekao da je prva ruka romana nastala još 2002. godine u formi novele čiji naslov je bio Tamni vilajet. Stojiljković je ovu novelu napisao za grupnu zbirku priča o vampirima Postelja od gloga, međutim ona nikada nije objavljena. Umesto nje, izdavač SIIC Niš je objavio zbirku stripova istog naslova. Inicijator oba projekta bio je strip scenarista Marko Stojanović, a same priče bile su vezane za projekat Pali Anđeo koji je radio u saradnji sa Dejanom Vujićem, strip autorom iz Beograda.
Ilustraciju za novelu tada je uradio Vladimir Aleksić, sada već afirmisani strip autor koji se dokazao na internacionalnoj sceni. Ta ilustracija je i objavljenu u albumu Postelja od gloga. Aleksić je kasnije još jednom sarađivao sa Stojiljkovićem na knjizi Leva strana druma za koju je nacrtao set od pet crno-belih ilustracija.
Stojiljković je nakratko napustio ovaj rukopis i radio intenzivno na proznoj zbirci Leva strana druma koja je izdata od strane SKC-a Niš, marta 2007. godine. Istovremeno je preduzeo opsežna istraživanja vezana za roman koja su uključivala pretrage po arhivama, muzejima i bibliotekama, sakupljanje materijala, kao i obilaske određenih lokacije među kojima je i ulazak u deo podzemnih laguma na brdu Vinik severozapadno od Niša. Set fotografija zabeležen tom prilikom dostupan je u foto-galeriji sajta NišKafe. Sa povremenim prekidima, autor je prvobitno napisanu novelu razvijao u roman, dodavši nove likove i rukavce priče, kao i masu novootkrivenih podataka vezanih za antički Nais, Drugi svetski rat na prostoru Srbije, okultnu dimenziju Trećeg rajha, saveznička bombardovanja Srbije 1944. godine i ratne zločine komunista i Crvene armije tokom i nakon oslobođenja Niša. Ime dela je promenjeno u Konstantinovo raskršće gde on simbolizuje istovremeno i grad Niš, Balkan kao i preplitanje raznih uticaja na tom području - keltski krst, rimski krst, hrišćanski krst, kukasti krst...
Finalna faza razvoja romana otpočela je nakon potpisivanja ugovora sa IP Laguna i najznačajnije vezano za nju su uredničke intervencije Igora Marojevića. S obzirom da je neposredno pre toga Marojević napisao roman slične tematike Šnit (fabula istog dešava se u Zemunu za vreme Drugog svetskog rata) on je bio verziran u samu tematiku romana kao i u istorijski period koji obrađuje i sam fenomen nacizma. Marojević je svojim uredničkim radom dosta doprineo fluidnošću stila kojim je knjiga pisana, uspešnom svođenju žanrovskih elemenata na skoro realističan nivo, a neke od njegovih ideja su direktno uticale na fabulu romana (ubačene scene i izmenjen kraj) i na taj način umnogome poboljšale kvalitet dela.
Dodatne intervencije na romanu urađene su u toku korekturnog procesa (prevodi na latinski i nemački, fusnote), knjigu je lektorisao Sava Kuzmanović dok je idejno rešenje korica uradila Marica Bucek. Zanimljivo je da je rešenje korice sa rimskim gladijusom kao glavnim motivom urađeno tek nakon što je prvobitno rešenje u kome dominira spomenik Konstantinu Velikom u Jorku odbačeno kao previše mračno.
Knjiga je objavljena 1. jula 2009. kao 20. izdanje edicije Meridijan.

## Literarni uticaji
U intervjuima i tekstovima povodom knjige, autor je često navodio Nila Gejmena, Stivena Kinga, Dena Simonsa, Borislava Pekića i Slobodana Selenića kao glavne literarne uzore. Naročito je istican Pekić i njegov roman Besnilo. Prema Stojiljkovićevoj tvrdnji, Konstantinovo raskršće ima strukturu identičnu ranijim romanima Stivena Kinga kao što su To, Isijavanje, Kudžo... Knjiga je podeljena na tri dela, kojima prethode Prolog i epilog, a veoma bitnu funkciju imaju citati na početku svakog dela. Ritam romana je takav da je prvi deo najduži sa poglavljima ujednačene dužine, dok je treći deo najkraći sa kratkim poglavljima i upadljivo malim prisustvom statičkih motiva. Često menjanje perspektiva, kao i klifhengeri na kraju svakog poglavlja daju delu na dinamici i neizvesnosti.

## Vanknjiževni uticaji
Stojiljković se takođe u intervjuima poziva na uticaj filmskih reditelja poput Ridlija Skota, Kristofera Nolana, Majkla Mena, Martina Skorsezea, Aleksa Projasa i drugih čiji je rad direktno uticao na njegovo pisanje. Takođe, u više navrata je istakao da su mu u radu na knjizi dosta pomogli zanatski trikovi preuzeti iz stripova i grafičkih novela. Sa tim u vezi bitan je uticaj Majka Minjole, Frenka Milera, Alana Mura i Ticijana Sklavija. Način na koji je postignuta dinamika romana umnogome je sličan načinu na koji se smenjuju epizode u kultnoj TV seriji Izgubljeni.

## Istorijska pozadina
Sama knjiga je u velikoj meri utemeljena na istorijskim činjenicama a jedan deo glavnih likova su istorijske ličnosti.
- Scena u prologu gde se Hajnrih Kan susreće sa Hitlerom i Himlerom događa se na autentičnoj lokaciji dvorca Vevelsburg, enterijer je opisan do tančina autentično. Svi delovi Hitlerovog dijaloga su urađeni na osnovu njegovih autentičnih govora i izjava. Opis psihofizičkog stanja Adolfa Hitlera u tom trenutku (kraj 1943) zasnovan je na relevantnim dokumentima i izjavama svedoka.
- Anegdota na početku knjige sa Svetislavom Petrovićem Nišavcem i bugarskim oficirom je zasnovana na događaju koji se zaista desio u kafani Bože Krstića.
- Svi vojnici i oficiri Feldkomandanture 809-Niš koji se pojavljuju u knjizi istorijske su ličnosti, njihova imena, činovi i formacijski raspored su autentični. Imena saradnika nemačke feldkomandanture, tumača, prevodilaca, tehničkog osoblja, takođe su autentična.
- Veliki deo opisa ratnog Niša je autentičan, od imena viđenijih Nišlija, ulica i lokala do sitnih detalja vezanih, recimo, za jela i piće koje su se služili u kafanama. Opis ručka u kafani Atina autentičan je do poslednje pojedinosti.
- Opis poslednjih dana vojvode Koste Pećanca je istinit i zasnovan na nedavno otkrivenim činjenicama, detalji njegove smrti takođe, izmenjene su samo neke pojedinosti.
- Opis savezničkih bombardovanja zasnovan je u najvećem delu na istorijskim izvorima i svedočanstvima očevidaca.
- Operacija Dunavski vilenjak se zaista desila i brodovi potopljeni tokom nje i danas se mogu videti na delu Dunava kod Prahova, način na koji je opisana u knjizi je prilagođen potrebama strukture te scene.
- Opis Bitke za Beograd zasnovan je najviše na memoarskom delu akademika Miodraga Pavlovića Uzurpatori neba, memoarima britanskog oficira Ficroja MekLejna, dnevnicima Vermahta i dokumentima nemačke komande iz tog vremena. Neki delovi vezani za ovu temu inspirisani su i detaljima iz Andrićevih Sveski.
- Prikaz progona građanskih porodica nakon ulaska Crvene armije i partizana u Niš je zasnovan na istorijskim činjenicama.
- Objava nemačke Feldkomandature 809 od 3. novembra 1943. na strani 45. u knjizi je autentičan dokument.
- Naslov teksta o vampirizmu na koji se poziva jedan od junaka u knjizi zaista je objavljen u predratnoj Politici i to 27. jula 1934. Događaj u selu Draževac opisan u tom članku zaista se desio i mnogi žitelji ovog mesta i danas govore o njemu.

## Prijem kod kritike
O romanu su se veoma pohvalno izrazili Vladislava Gordić Petković u svom tekstu. objavljenom u Kulturnom dodatku Politike i Mladen Vesković u Blic-ovom podlisku Knjige Takođe, vrlo pozitivne recenzije napisali su Ivana Milaković (Kultura - Krstarica) i Željko Obranović (Blog City Magazine-a) dok su uglavnom afirmativne kritike napisali Vladimir Vujinović u magazinu Yellow Cab i Jasmina Vrbavac u emisiji Vavilon na RTS-u U pregledu godišnje produkcije, Mileta Aćimović Ivkov, kritičar Politike je u Kulturnom dodatku ovog lista roman nazvao najvećim iznenađenjem godine
Negativne kritike romana napisali su Vesna Trijić u dnevnom listu Blic, Irena Javorski u Betonu, Vladimir Arsenić u E-novinama, i Rastislav Dinić u časopisu Reč

## Optužbe za istorijski revizionizam
Javorski, Arsenić i i Dinić optužuju Stojiljkovića za istorijski revizionizam. Pa tako Javorski, u Betonu piše: „Nova srpska književnost, kao i ovaj roman, tematski
zahtevaju rehabilitacije ličnosti, politika i ideologija naše bliže prošlosti (Drugi svetski rat),
što se poklapa sa aktuelnim društvenim procesima.“ Jedan deo ovog teksta Irene Javorski nalazi se u vidu afirmativnog citata na prvoj strani posebnog izdanja romana
Arsenić u E-novinama tvrdi da je u Konstantinovom raskršću na delu: "Naizgled naivan i nekritički istorijski revizionizam kojim se opet komunisti pretvaraju u zlikovce, a nacionalisti i rojalisti u ljude od ugleda i, konačno, nevine žrtve".
U samom romanu prikaz nacionalista i rojalista nije takav kakvim ga Arsenić prikazuje u kritici:

Uz škripu zarđalih šarki, vrata od sirove bukovine se otvoriše i Kasapče ugleda Sredoja kako visi zakucan za njih dugačkim vojničkim bajonetom. Očiju izbečenih u nekoj bizarnoj, mrtvačkoj zapanjenosti zurio je u njega sa tupavim izrazom na svom balavom licu seoske bitange koja je do ove večeri jedini smisao života uspevala da pronađe u silovanjima i opijanju.

Dinić, u Reči (isti tekst je kasnije objavljen i u E-Novinama i na sajtu Peščanik) optužuje Stojiljkovića da u svom romanu prećutkuje postojanje koncentracionog logora Crveni krst i na taj način relativizuje opravdanost i razmere srpskog antifašističkog otpora, naročito NOB-a. Dinić zaključuje da “Stojiljkovićeva reinterpretacija istorije ostaje samo ponavljanje vladajućih revizionističkih narativa.”
Dinićeva tvrdnja je netačna jer se logor Crveni krst pominje u knjizi na nekoliko mesta kao i u esejima u posebnom izdanju romana.
Stojiljković nije polemisao sa kritičarima u vezi ovih optužbi. Jedina dosadašnja reakcija bila je izjava za Večernje novosti : 

Niko od tih koji me optužuju za istorijski revizionizam nije istoričar. Uglavnom su to filolozi, bibliotekari, pravnici i po koji propali student fizike. S druge strane, ja sam pišući roman konsultovao stručnjake za taj period, pa ispade da međunarodno priznati profesori istorijskih nauka ne znaju ništa, nego će istoriju da ih nauče amateri koji se bave pisanjem parapolitičkih pamfleta. Cela ta priča o političkoj podobnosti i korektnosti je tipična prodaja magle od strane onih koji bi da ideologija bude ispred umetničkog kvaliteta. Oni kažu: “Književnost je ideologija”. A to je inače bilo obeležje totalitarnih režima, ta prevaga ideološkog nad estetskim. Jedan od najvećih apologeta takvog koncepta bio je Jozef Gebels. Da stvar bude još apsurdnija, predstavnici tog retrogradnog trenda sebe promovišu u neke vrle antifašiste. Otud i toliki bes usmeren na nas za koje književnost nije ideologija i nikada neće biti.

Optužbe za slobodno interpretiranje istorijskih činjenica došle su i sa suprotne, desničarske strane, urednik kragujevačkog lista Pogledi zamerio je Stojiljkoviću na netačnom opisu pripadnika četničkog pokreta: Opis Dražine vojske je isti kao da je autor član SUBNOR-a. Isti je kao recimo u knjizi V. Draškovića Noć đenerala. I kao o Deobama D. Ćosića. I kao u Otpisanima. Itd.

## Nagrade
Roman je osvojio prestižnu nagradu Miloš Crnjanski kao i nagradu za negovanje i afirmaciju književne tradicije Niša Svetosavski pečat a ušao je i u najuži izbor za NIN-ovu nagradu i u uži izbor za nagradu Isidora Sekulić Roman se našao i na listi deset najvažnijih događaja u oblasti zabave u Srbiji u 2009. godini, po izboru agencije Beta. Roman je takođe nominovan i za dve međunarodne nagrade, našao se u širem izboru za nagradu IMPAK a nominovan je kao srpski kandidat za nagradu „Balkanika“
Roman Konstantinovo raskršće je 2010. godine bio najčitanija knjiga u mreži narodnih biblioteka u Srbiji.

## Izdanja i prevodi
Roman je za vrlo kratko vreme, mesec dana od datuma izdavanja (1. jula 2009) postao najprodavanija knjiga nekog domaćeg autora u IP Laguna. Drugo izdanje knjige objavljeno je početkom septembra 2009. treće neposredno pred 54. Beogradski sajam knjiga, a četvrto krajem 2009. godine. Do 2014. knjiga je došla do cifre od ukupno devetnaest izdanja i skoro 60 000 prodatih primeraka, a IP Laguna je upriličila i posebno izdanje u tvrdim koricama sa ilustrovanim appendixom
Roman je preveden na slovački, ruski, makedonski i engleski jezik dok su otkupljena prava za švajcarsko i tursko tržište. Engleski prevod „Konstantinovog raskršća“ realizovan je kroz projekat „Srpska proza u prevodu“, koji podržava Ministarstvo kulture Republike Srbije i knjiga se pojavila u izdanju Geopoetike decembra 2010. Knjigu je preveo Rendal A. Mejdžor. Makedonski prevod je izašao u izdanju kuće Kultura iz Skoplja, a ruski u izdanju kuće Azbuka iz Sankt Peterburga. Dok je engleski prevod za američko tržište objavio izdavač „Bluming Tvig Buks“ iz Nju Jorka Slovačko izdanje izašlo je iz štampe u jesen 2017. godine u izdanju kuće ESA iz Bratislave.